# Lex Grabski
Ustawa z dnia 31 lipca 1924 r. zawierająca niektóre postanowienia o organizacji szkolnictwa (potocznie Lex Grabski) – ustawa regulująca kwestię szkolnictwa dla mniejszości narodowych, uchwalona w 1924. Wprowadziła szkoły dwujęzyczne (utrakwistyczne) jako podstawowy typ szkół. Weszła w życie 1 października 1924, 7 kwietnia 1956 zaś została uchylona.
Została wprowadzona przez rząd Władysława Grabskiego. Autorem projektu był minister wyznań religijnych i oświecenia publicznego Stanisław Grabski. Ustawa ustalała wewnętrzne urzędowanie wszystkich szczebli administracji w państwowym języku polskim, znosząc sprzeczne dawniejsze przepisy zaborców. W stosunkach z miejscową ludnością ukraińską i białoruską nie tylko pozwalały, ale i nakazywały używanie języków tych ludności. Dawała też ona prawo do zwracania się we własnej mowie do urzędów państwowych.
Jak pisze Ryszard Torzecki, ustawa posłużyła praktycznie do likwidacji szkolnictwa ukraińskiego i wywołała duży opór społeczeństwa ukraińskiego oraz niektórych polityków polskich. Przykładowo w miejscowości Uhrynów w województwie lwowskim w pierwszych latach istnienia II Rzeczypospolitej była szkoła powszechna ukraińska, potem utrakwistyczna polsko-ukraińska, a na krótko przed wybuchem II wojny światowej już tylko polska. Prawie wszystkie ukraińskie gimnazja zostały zamknięte. Paul Robert Magocsi stwierdza, że skutkiem wejścia ustawy w życie był gwałtowny wzrost liczby szkół dwujęzycznych w Galicji oraz polskojęzycznych na Wołyniu, połączony ze spadkiem szkół z wykładowym językiem ukraińskim. W praktyce w szkołach dwujęzycznych podstawowym wykorzystywanym językiem był polski.
Wiele przepisów tej ustawy miało na celu dyskryminację mniejszości narodowych, np.:
- jeżeli w danym obwodzie szkolnym rodzice co najmniej 40 dzieci nie opowiedzieli się za nauczaniem w języku mniejszości narodowej, nauka w szkole odbywała się tylko w języku polskim, choćby nie było w niej żadnego polskiego dziecka[7];
- jeśli w obwodzie szkolnym o większości białoruskiej lub ukraińskiej rodzice co najmniej 20 dzieci zażądali nauki w języku polskim - szkoła była dwujęzyczna[8];
- zlikwidowano w jednej miejscowości odrębne szkoły polskie i ukraińskie;
- aby w polskiej szkole zawodowej wprowadzić dodatkowo język białoruski lub ukraiński, potrzeba było deklaracji rodziców 40% uczniów danej szkoły;
- powołanie średnich szkół utrakwistycznych z białoruskim lub ukraińskim językiem nauczania było możliwe tylko w przypadku wysunięcia takiego żądania przez rodziców co najmniej 150 uczniów uczęszczających do szkół polskich tego typu w danym powiecie lub mieście;
- wprowadzono utrakwistyczne seminaria nauczycielskie, aby utrudnić kształcenie ukraińskich kadr nauczycielskich;
- w szkołach utrakwistycznych w klasach wyższych większość lekcji odbywała się w języku polskim.

W opinii Ukraińców ustawa wpisywała się w plan asymilacji narodowej dzieci pochodzących z mniejszości narodowych. W odpowiedzi na jej postanowienia zaczęli oni tworzyć prywatne placówki edukacyjne.

## Literatura
- R. Torzecki, Kwestia ukraińska w Polsce w latach 1923-1929, Kraków 1989.
- R. Torzecki, Polacy i Ukraińcy. Sprawa ukraińska w czasie II wojny światowej na terenie II Rzeczypospolitej, Warszawa 1993, ISBN 83-01-11126-7.

 Zapoznaj się z zastrzeżeniami dotyczącymi pojęć prawnych w Wikipedii.